# Ningaui timealeyi
Ningaui timealeyi là một loài động vật có vú trong họ Dasyuridae, bộ Dasyuromorphia. Loài này được Archer mô tả năm 1975.